# Пливање на Летњим олимпијским играма 1904 — роњење на даљину за мушкарце
Дисцилина Роњење на даљину за мушкарце била је једна од десет дисциплина на програму пливачких такмичења Летњих олимпијских игара 1904. у Сент Луису. Оваква такмичења су била популарна у том периоду, али нису успела опстати на олимпијском програму. Поједини историчари олимпијских игра ово такмичења воде као дисциплину такмичења скокова у воду.
Такмичење је одржано 5. септембра 1904. Учествовало је пет такмичара земље домаћина.

## Победници
|               |                 |                  |
| Бил Дики, САД | Едгар Адамс САД | Лео Гудвин САД\| |

## Финале
Због малог броја учесника није било предтакмичења, па су сви директно учествовали у финалу.
|    | Бил Дики, САД      | 19,05 |
|    | Едгар Адамс, САД   | 17,52 |
|    | Лео Гудвин, САД    | 17,37 |
| 4. | Самјуел Њуман, САД | 16,76 |
| 5. | Чарл Пирах, САД    | 14,02 |

- Резултати су мерени стопама и инчима, па претворени у метре. Пример:Победник је ронио 62. стопе и 6 инча што у метрима износи 19,05 метара.